# المدن القديمة في السعودية
المدن القديمة في السعودية تشير إلى المدن الواقعة على أرض المملكة العربية السعودية ويعود تأسيسها إلى فترات ما قبل الإسلام. تضم السعودية العديد من المدن لحضارات مختلفة مثل قرية الفاو، ومدينة الأخدود، ومدائن صالح، وجبة، وجزيرة تاروت، والشويحطية، وثاج، ودومة الجندل، وتيماء. ويعود السبب في ذلك لمساحتها الكبيرة وموقعها الجغرافي وهو ما ساعدها أيضاً لتكون طريقاً للتجارة. الهيئة العامة للسياحة والتراث الوطني في السعودية هي المسؤولة عن المحافظة على هذه المواقع وغيرها من الآثار. تحتل المملكة العربية السعودية موقعًا جغرافيًا فريدًا ومتميزًا، حيث تربط الحضارات بين القارات. في العصور القديمة، كانت شبه الجزيرة العربية بمثابة ممر للتجارة؛ لذلك شهدت بداية العديد من الحضارات، التي لا تزال آثارها واضحة حتى اليوم. تقوم الهيئة السعودية للسياحة برعاية والحفاظ على هذه المدن.

## قرية الفاو

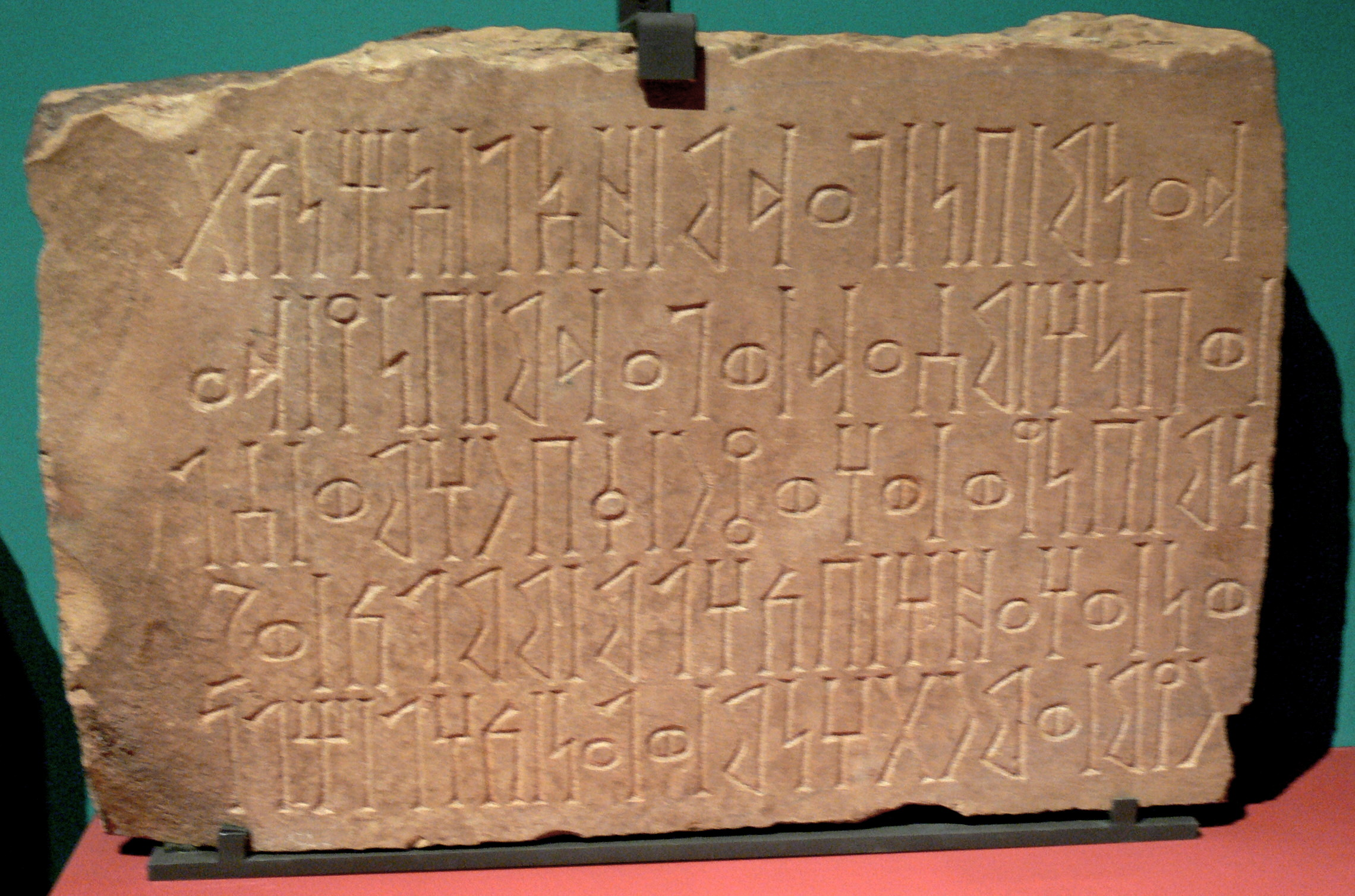
لوحة حجرية عليها نقش سبئي يُوثّق تبرعًا لضريح (القرن الأول قبل الميلاد)، من قرية الفاو

هي عاصمة مملكة كندة منذ القرن الرابع قبل الميلاد وحتى القرن الرابع بعد الميلاد وسميت بهذا الاسم لوقوعها بالقرب من فوهة قناة الفاو، وتبعد 300 كم عن مدينة نجران.
تظهر قرية الفاو أيضًا في خط المسند باسم قرية ذو كحل (بالارتباط بالإله كحل)، وقرية الحمراء، وذات الجنان. اشتق الاسم من موقعها الجغرافي في ممر عبر جبال طويق حيث يتقاطع مع وادي الدواسر، ويطل على الحافة الشمالية الغربية من صحراء الربع الخالي. تقع على بعد حوالي 700 كيلومتر (430 ميلًا) جنوب غرب الرياض، عاصمة المملكة العربية السعودية. تعتبر قرية الفاو واحدة من أهم المدن القديمة في المملكة العربية السعودية، وكانت عاصمة مملكة كندة من القرن الأول قبل الميلاد إلى القرن الرابع الميلادي، والتي كانت إحدى الممالك العربية القديمة في وسط شبه الجزيرة العربية.
كانت هذه المدينة تُعرف باسم ذات كحل في خط المسند، على الرغم من أنها كانت تُسمى في العصر الذهبي قرية الحمراء ("المدينة الحمراء") وذات الجنان ("مدينة الحدائق")، وتُعرف اليوم باسم قرية الفاو. تغطي المدينة مساحة تقارب ثلاثة كيلومترات في كيلومتر واحد. كانت المدينة القديمة مأهولة لمدة ثمانية قرون تقريبًا، وخلال هذه الفترة خاضت المدينة عدة حروب مع مملكة سبأ (حوالي القرن الثامن قبل الميلاد إلى 275 ميلادي)، وفي عام 228 ميلادي، حارب امرؤ القيس المدينة. ومع ذلك، لم تُذكر المدينة في أي كتب تاريخ عربية باستثناء كتاب أبي محمد الحسن الهمداني بعنوان صفة جزيرة العرب.
كان للمدينة موقع مهم، حيث كانت تقع على طريق تجاري، مما كان له تأثير كبير على حياة السكان بسبب اتصالاتهم بأمم من دول أخرى. كشفت الحفريات الأثرية في المدينة أن المدينة نمت وتطورت تدريجيًا من نقطة الطريق التجاري إلى نقطة تجارية مهمة أخرى في الجزء الشرقي من الطريق التجاري الذي يمتد من جنوب شبه الجزيرة العربية عبر نجران عبر الخليج وبلاد ما بين النهرين. أصبحت المركز الاقتصادي والديني والثقافي والاجتماعي لوسط شبه الجزيرة العربية، بالإضافة إلى كونها عاصمة مملكة كندة في فترتها الأولى.

### الاكتشاف
يعود الاهتمام بقرية الفاو كموقع أثري إلى أربعينيات القرن العشرين، عندما أشار إليها بعض العاملين في شركة النفط أرامكو السعودية. في عام 1952، زار ثلاثة من موظفي الشركة المدينة وكتبوا عنها. في عام 1966، زار القرية خبير من وكالة الآثار والمتاحف. وفي عام 1976، زارتها أولاً جمعية التاريخ والآثار بجامعة الملك سعود في الرياض، ثم الهيئة السعودية للسياحة والآثار، بهدف دراسة الموقع، وتحديداً، تحديد موقع المدينة. جرى العمل بين عامي 1972 و 1995. نفذت حفريات أثرية من قبل فريق من جامعة الملك سعود، من عام 1970 إلى عام 2003، وكشفت عن قطاعين رئيسيين من المدينة. الأول كان منطقة سكنية، تتكون من منازل وساحات وشوارع وسوق، بينما كان الثاني منطقة مقدسة، تتكون من معابد ومقابر. المخطط المعماري العام يدل بشكل كبير على المدن القديمة في شبه الجزيرة العربية. يعتبر عبد الرحمن الأنصاري، أستاذ الآثار السابق بجامعة الملك سعود في الرياض وعضو مجلس الشورى السعودي وعضو لجنة التعليم بالمجلس، مؤسس إعادة اكتشاف مدينة قرية الفاو.

### منطقة السوق
بُني سوق كبير بالقرب من الحافة الغربية للوادي الذي يفصل بين جبال طويق وحدود المدينة شرق المنطقة السكنية، بطول 30.75 مترًا من الغرب إلى الشرق، و 25.20 مترًا من الشمال إلى الجنوب. كان محاطًا بسياج ضخم يتكون من ثلاثة أجزاء متجاورة؛ الأوسط مصنوع من الحجر الجيري، والداخلي والخارجي مصنوعان من الطين. يتكون السوق من ثلاثة طوابق مع سبعة أبراج في زوايا السوق وثلاثة في الهيكل في منتصف شمال وجنوب وشرق المبنى. كان المدخل الوحيد للسوق يقع في النصف الجنوبي من الجانب الغربي وكان بابًا صغيرًا يؤدي إلى ساحة صغيرة.

### الكتابات
اهتم سكان قرية الفاو بالكتابة، وعُثر على قدر كبير من الكتابات على سفوح الجبال، وفي السوق والمعابد، بينما عُثر على لوحات في المناطق السكنية في المدينة، كما عُثر أيضًا على شواهد قبور وأواني فخارية ومواد أثرية أخرى في المدينة. كانت اللغة المستخدمة مزيجًا من لغة الشمال والجنوب. كتبوا في مواضيع مختلفة، بما في ذلك القضايا الدينية والتجارية، وكذلك في مواضيع تتعلق بالشؤون الشخصية، ومن خلال كتاباتهم المتاحة، أمكن تحديد بعض أسماء الأشخاص والقبائل والآلهة، وكذلك تحديد الوجود المحتمل للعلاقات بين قرية الفاو والممالك الأخرى. عُثر على كمية كبيرة من النقوش في قرية الفاو.

### المعابد
عُثر على ثلاثة معابد ومذبح واحد في قرية الفاو، اثنان في المنطقة الواقعة غرب السوق، وواحد خارج منطقة السوق. بالإضافة إلى ذلك، عُثر على أكثر من نوع من المقابر في المدينة، حيث كانت هناك مقابر عامة وعائلية.

## الأخدود
هي مدينة تاريخية تعود لعصر مملكة حمير اليمنية (110 قبل الميلاد ~ 525 بعد الميلاد) وتقع على ضفاف وادي نجران في منطقة نجران في المملكة العربية السعودية. وكانت تُعرف سابقًا باسم رقمات تقع في منطقة بئر حما. بدأت عمليات التنقيب في المدينة حوالي عام 1997م من قبل مجموعة من المؤرخين السعوديين. ومنذ ذلك الحين، تم العثور على العديد من الآثار، وكان أعظم اكتشاف في المدينة هو المكان الذي أطلق عليه اسم الاخدود عندما قام التبع اليماني ذو نواس حاكم مملكة حمير اليمنية بحفر اخدود عظيم لحرق من خرج عند الدين اليهودي و اتبع المسيحية في ذلك
العصر فقد كانت الديانه اليهوديه هي الديانه السائده في اليمن في عصر حمير و حاكمها ذو نواس. وفقًا للخبراء، تم بناء المدينة بين القرن الأول قبل الميلاد والقرن الأول الميلادي. قصة القوم مذكورة في القرآن الكريم، في سورة البروج.

## مدائن صالح
مدائن صالح أو المدائن وتعرف أيضاً باسم مدينة الحجر وتقع في الشمال الغربي لمحافظة العلا وتستمد شهرتها من قصة ثمود التي ذكرها الله في القرآن وكذلك من موقعها الاستراتيجي على أحد أهم طرق التجارة القديمة التي ربطت جنوب شبه الجزيرة العربية بالشمال وكذلك بالمراكز الاقتصادية والثقافية الكبرى في بلاد ما بين النهرين وسوريا ومصر. سكن المدينة أيضاً اللحيانيون مؤسسوا مملكة لحيان ثم احتلها الأنباط فأصبحت تابعة لمملكة الأنباط. فكانت ثاني أكبر مدينة في مملكة الأنباط. كان الأنباط مجموعة من القبائل العربية التي اعتمد اقتصادها على الرعي، ومع مرور الوقت استقروا وأنشأوا وطوروا العديد من المدن وأصبحوا تجارًا. كانت لغتهم شكلًا من أشكال اللغة العربية الشمالية القديمة. يتميز المشهد الطبيعي لمدائن صالح بتكوينات صخرية رائعة، وتلال من الحجر الرملي بألوان متنوعة، من الأحمر إلى الأصفر والأبيض. تبلغ مساحة مدائن صالح التي يغطيها الموقع حوالي 1,621 هكتارًا (4,010 فدانًا). تتوزع المقابر في مجموعات ذات أهمية متفاوتة، على النحو التالي:
- قَصْر ٱلصَّانِع: هي المجموعة الأولى من المقابر وتحتل تلتين من الحجر الرملي في الجزء الجنوبي من الموقع. تحتوي التلة الغربية على قبر كبير واحد فقط، يُسمى قصر الصانع، بينما تحتوي التلة الثانية على ست غرف جنائزية صغيرة غير مؤرخة.
- مقابر المنطقة السكنية: تقع هذه المجموعة من الآثار في جنوب المنطقة السكنية. وهي تتألف من تلتين من الحجر الرملي، إحداهما صغيرة والأخرى كبيرة. تحتوي الكبيرة على ثمانية عشر قبرًا.
- قصر الفريد يقع في الجنوب الغربي من الموقع. وقد أُطلق عليه هذا الاسم لأنه كان معزولًا تمامًا عن المقابر الأخرى.
- قَصْر ٱلْبِنْت: تقع هذه المجموعة من المقابر غرب جبل إثيب. وهي تتألف من تلتين من الحجر الرملي، إحداهما تحتوي على تسعة وعشرين قبرًا والثانية على قبرين.
- جِبَال أَثِلْب: الاسم هو اسم مكان يشير إلى سلسلتي جبال تهيمنان على الموقع من الشمال الشرقي.
- جَبَل ٱلْمَهْجَر: تقع هذه المجموعة من المقابر إلى الشمال الغربي من مجمع قصر البنت وتحتل ثلاث تلال من الحجر الرملي المستطيلة، إحداها تُسمى جبل المحجر. تحتوي هذه المنطقة على أربعة عشر قبرًا.
- ٱلْخَيْمَات: تقع هذه المجموعة من المقابر إلى الغرب من سكة حديد الحجاز. تحتوي على ثلاثة وخمسين قبرًا.
- مجموعة مقابر ٱلْمِنْطَقَة: تقع في السهل الذي يقع في وسط الموقع.

تم الاعتراف بمدائن صالح من قبل اليونسكو كموقع للتراث العالمي، وهو أول موقع للتراث العالمي في المملكة العربية السعودية. قصة هؤلاء القوم الذين يُطلق عليهم قوم ثمود (بما في ذلك البتراء) مذكورة عدة مرات في القرآن الكريم مع النبي صالح.

## جبة
هي منطقة أثرية اكتشف فيها موقعان يعودان للعصر الحجري المتوسط بالإضافة إلى العديد من النقوش الأثرية الثمودية تبين حالة المنطقة.

## الشويحطية
هي أقدم موقع أثري يسكنه الإنسان في شبه الجزيرة العربية وتقع في منطقة الجوف 45 كيلومتراً شمال غرب مدينة سكاكا.

## ثاج
هي موقع أثري يقع في المنطقة الشرقية بالقرب من طريق القوافل القديم المعروف باسم درب الكنهري. يعتبر الموقع من أكبر المواقع الاستيطانية القديمة في شبه الجزيرة العربية وحول الموقع تقع العديد من المقابر التلالية وسور يحيط بها بالإضافة لخندق. عثر في المنطقة على كنز أميرة ثاج والذي يضم تاجاً وقلائداً وأساوراً وقناعاً للوجه والكف والذراع مصنوعة من الذهب ومئات القطع الذهبية.

## جرش
هي بلدة قديمة تقع في محافظة أحد رفيدة في منطقة عسير جنوب غرب السعودية. وجد فيها بقايا مباني من الحجارة والطين تعود إلى عهد ماقبل الإسلام.

## فيد
مدينة قديمة تقع في جنوب شرق مدينة حائل ويرجع تاريخها إلى ماقبل الإسلام.يوجد بها العديد من النقوش والرسومات الصخرية التي تؤرخ للمدينة. تقع المدينة على طريق الحج العراقي وهو مايعرف بدرب زبيدة.

## صفاقة
مستوطنة أثرية تقع في الجنوب الشرقي من محافظة الدوادمي، وجد بها آثار ومخلفات صناعية يرجع تاريخها للفترة مابين العصر الحجري القديم والعصر الحجري الحديث.

## خيف الزهرة
مدينة ريفية زراعية تقع شمال مدينة العلا يعود تاريخها إلى الألفية الأولى قبل الميلاد في عهد الدولة الدادانية.

## جزيرة تاروت

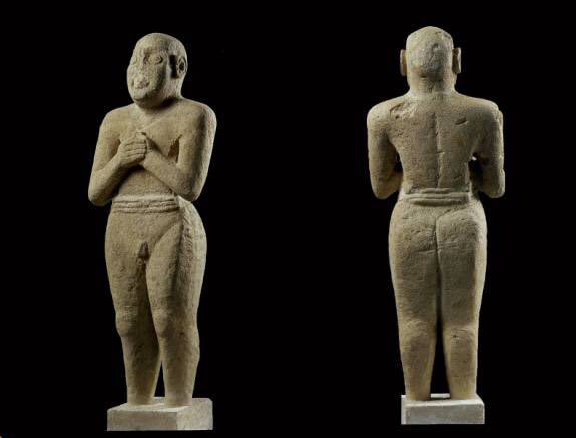
تمثال الخادم العابد الذي وجد في جزيرة تاروت يعود تاريخه إلى 2500 سنة ماقبل الميلاد

جزيرة تاروت هي جزيرة سعودية تاريخية تقع في الخليج العربي وتتبع إداريا لمحافظة القطيف.عثر بها على آثار يعود تاريخها إلى أكثر من 5 آلاف عام قبل الميلاد وتعتبر من أقدم مناطق الجزيرة العربية.

## دومة الجندل
دُومَةُ ٱلْجَنْدَل هو اسم لمدينة أثرية قديمة تقع في شمال غرب المملكة العربية السعودية في منطقة الجوف. يعني اسمها حرفيًا "دومة الحجر"، حيث كانت هذه المنطقة تابعة لدومة، أحد أبناء إسماعيل الاثني عشر. كان الاسم الأكادي القديم للمدينة هو أدوماتو.

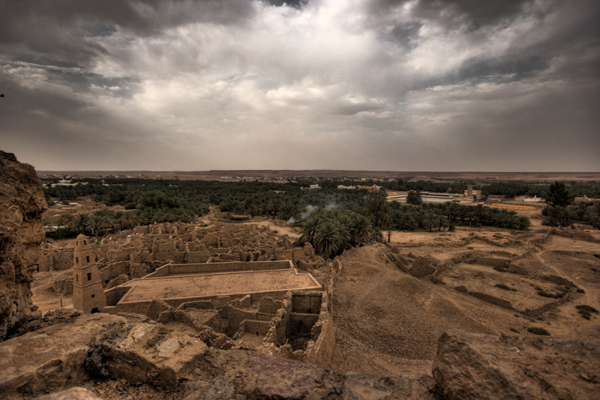
آثار مدينة دومة الجندل القديمة.

## مدينة الجهوة
هي مدينة تقع إلى الجنوب من وادي النماص في منطقة عسير. تشير بعض التقارير إلى أن تاريخها يعود إلى نحو 4 آلاف عام. وقد جاء إليها سكانها الأوائل من اليمن بعد انهيار سد مأرب.

## معرض الصور

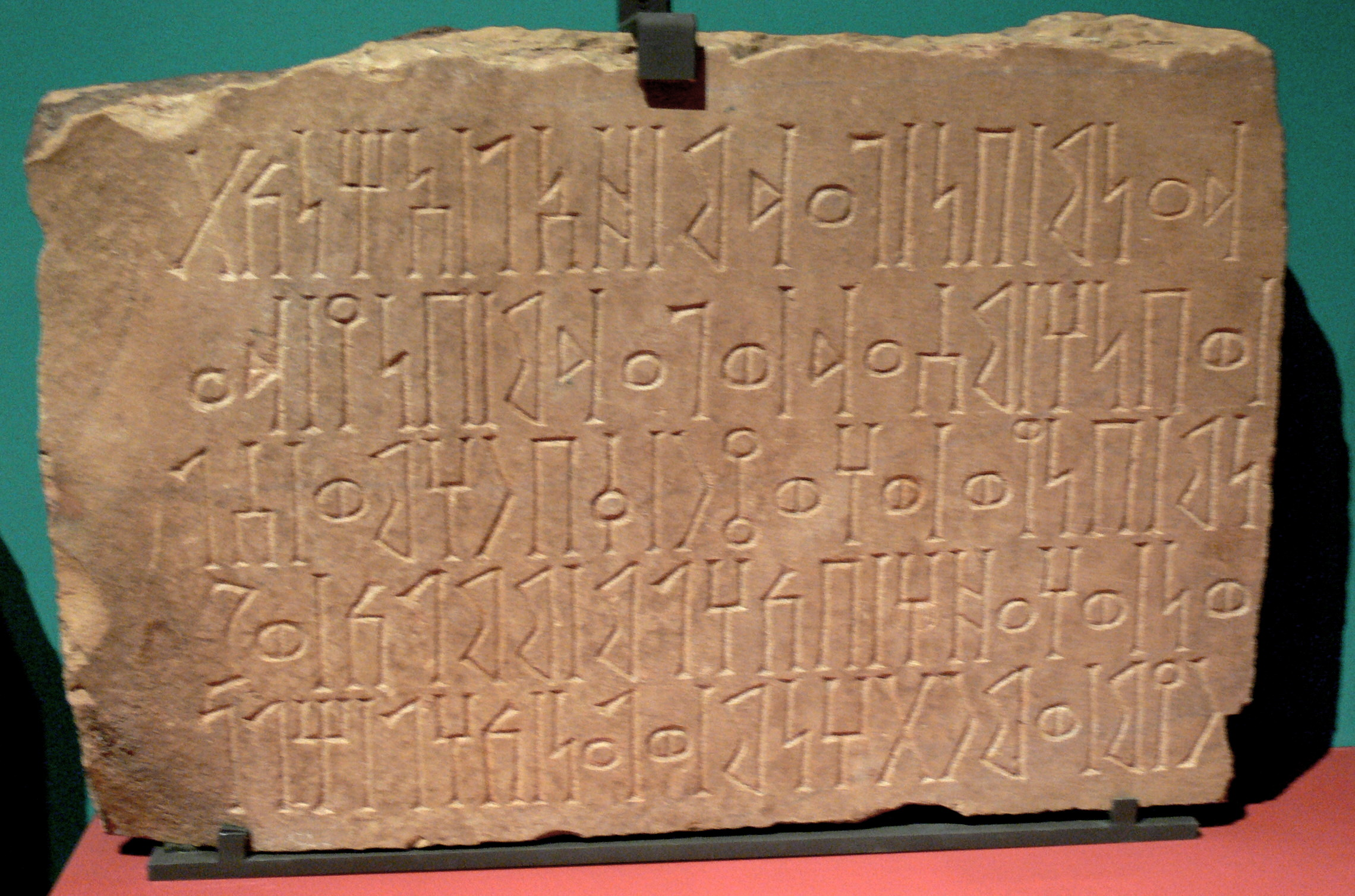
نقوش شبه سبئية اكتشفت في قرية الفاو
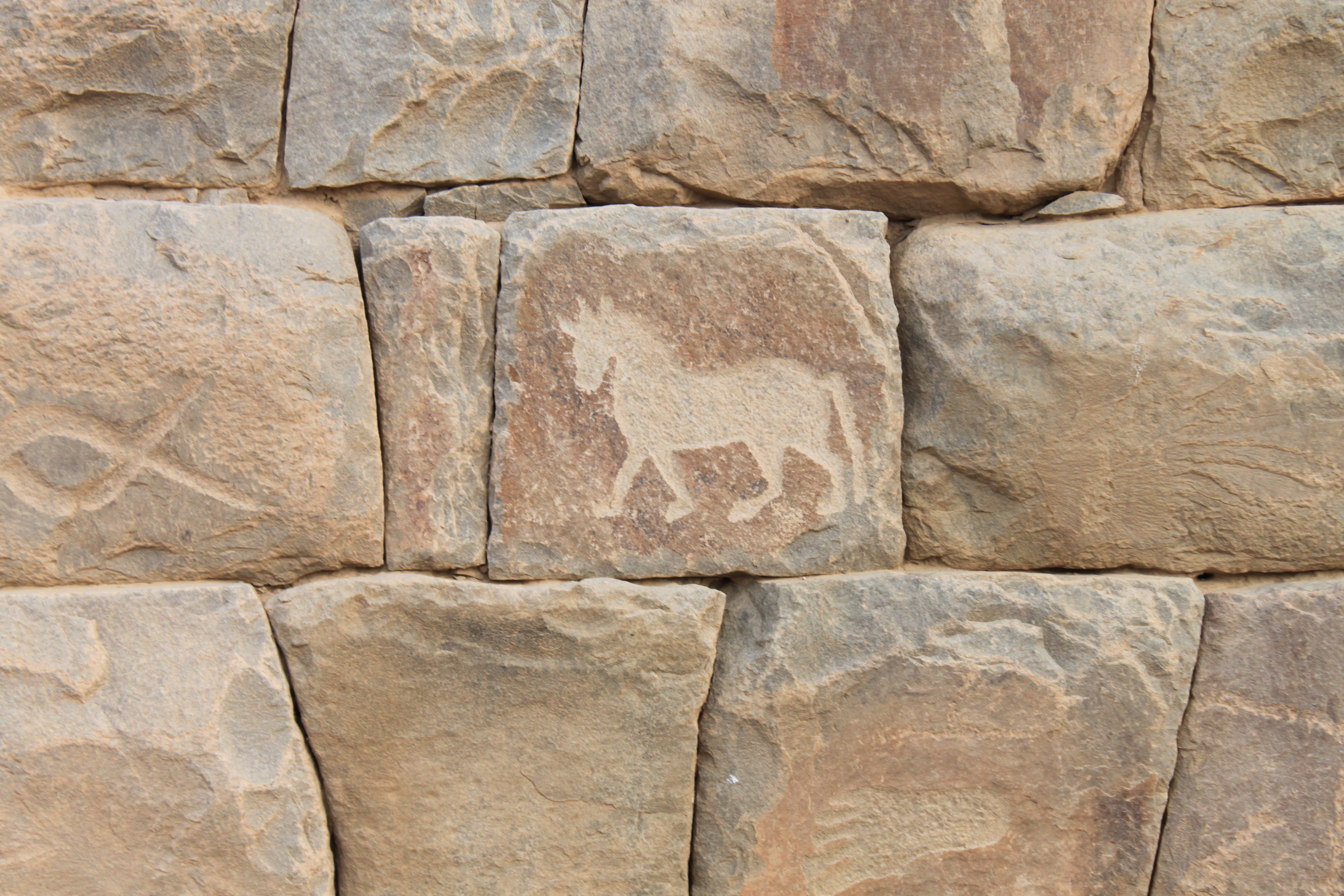
نقش على أحد الجدران في الأخدود
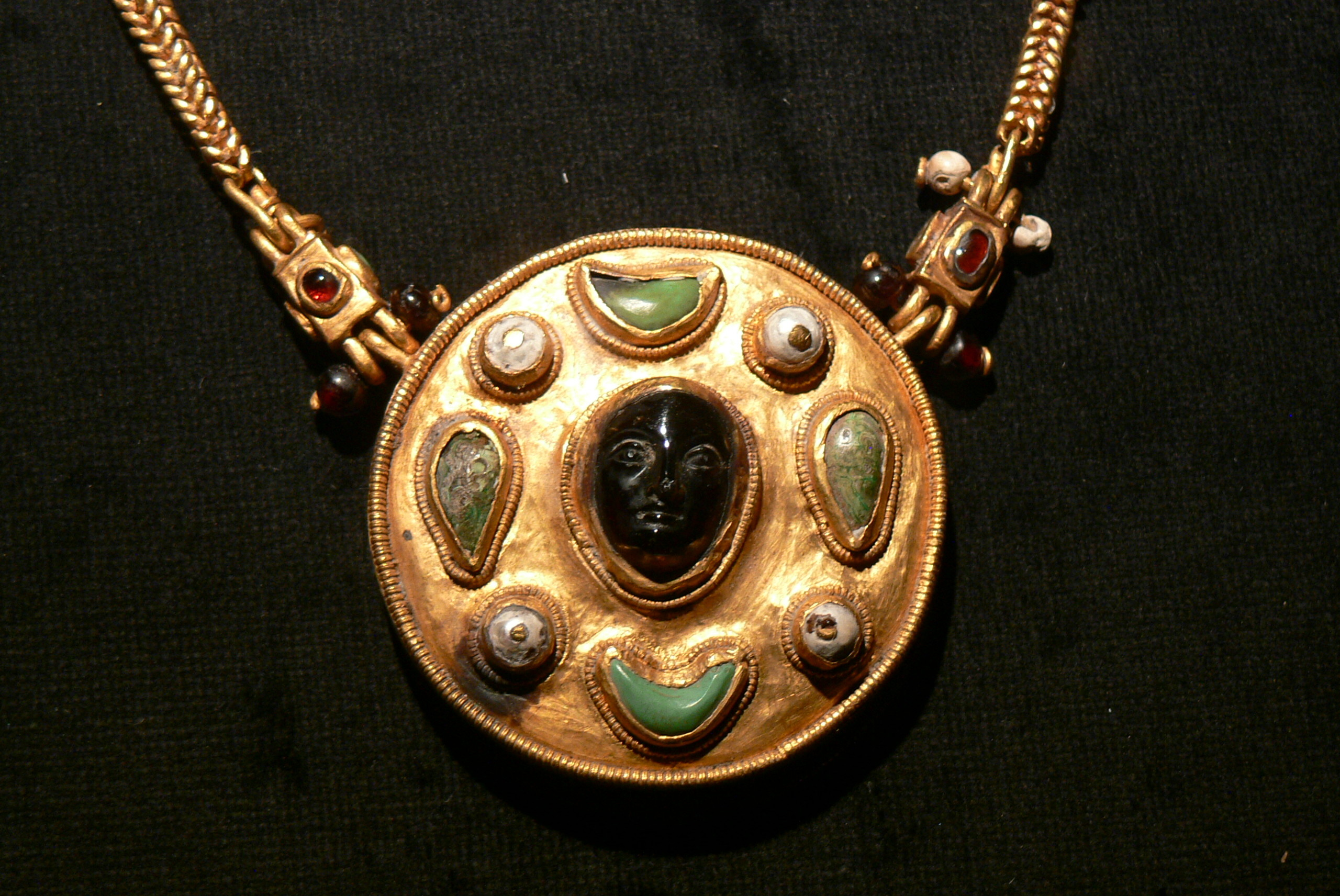
إحدى قلائد أميرة ثاج